# Scrophularia zvartiana
Scrophularia zvartiana är en flenörtsväxtart som beskrevs av Gabrielian. Scrophularia zvartiana ingår i släktet flenörter, och familjen flenörtsväxter. Inga underarter finns listade i Catalogue of Life.